# Ulmus microcarpa
Ulmus microcarpa — вид квіткових рослин з родини в'язових (Ulmaceae). Поширення: Південно-Східний Тибет.

## Біоморфологічна характеристика
Це дерево заввишки до 30 метрів, в діаметрі до 80 см, листопадне. Гілочки першого року з дуже короткими волосками. Ніжка листка ≈ 5 мм, від запушеної до майже голої. Листкова пластинка довгасто-еліптична, еліптична або рідше довгасто-оберненояйцеподібна, 8.5–17 × 5–8 см, знизу рідко запушена та з пухнастими волосками в пазухах жилок, зверху ± шорстка й волосиста в молодому віці, основа коса, край подвійно пилчастий, верхівка коротко хвостата; вторинні жилки 18–25 з кожного боку середньої жилки. Оцвітина дзвоникоподібна, 4-лопатева, гола, за винятком краю листочків оцвітини. Крилатки ± округлі, 7–8 × 7–8 мм, голі, за винятком запушення на рильцеподібній поверхні у виїмці, кінчик довгий, дзьобоподібний; оцвітина стійка. Насіння біля центру крилатки. Період цвітіння та плодіння: березень — травень.

## Середовище
Населяє широколистяні ліси; зростає на висотах приблизно 2800 метрів.